# Дегтярьов Олег Валерійович
Оле́г Вале́рійович Дегтярьо́в — український військовослужбовець, полковник Збройних Сил України, учасник російсько-української війни, який загинув у ході російського вторгнення в Україну. Лицар ордена Богдана Хмельницького II (2022, посмертно) та III (2015) ст.

## Життєпис
За освітою  танкіст. Від 1997 року пройшов шлях від командира навчального взводу в навчальному танковому полку до начальника оперативного відділення управління навчального центру. Військову службу проходив у 169 навчальному центрі «Десна».
У 2014—2015 роках начальник штабу 169-ї ротно-тактичної групи з «Десни», брав участь у бойових діях на Дебальцевському напрямку, у районі Попасної тощо.
У ході російського вторгнення в Україну — командир бойової військової частини.
Загинув 4 серпня 2022 року поблизу Мар'їнки на Донеччині.

## Нагороди
- орден Богдана Хмельницького II ступеня (15 серпня 2022, посмертно) — за особисту мужність і самовіддані дії, виявлені у захисті державного суверенітету та територіальної цілісності України, вірність військовій присязі[1];
- орден Богдана Хмельницького III ступеня (14 березня 2015) — за особисту мужність і високий професіоналізм, виявлені у захисті державного суверенітету та територіальної цілісності України[2].

## Військові звання
- полковник